# Deinopa erecta
Deinopa erecta är en fjärilsart som beskrevs av Walker 1862. Deinopa erecta ingår i släktet Deinopa och familjen nattflyn. Inga underarter finns listade i Catalogue of Life.